# Resia
Resia, maleni biljni rod iz porodice gesnerijevki raširen po tropskoj Južnoj Americi. Sastoji se od 4 vrste trajnica i polugrmova iz Kolumbije i Venezuele.

## Ime
Ime je formirano od inicijala Richarda Evensa Schultesa (1915. – 2001.), koji je otkrio rod u Kolumbiji.

## Opis
Kopnene višegodišnje zeljaste biljke ili polugrmovi, s uspravnom stabljikom (na kraju postaje viseća), korijenje nerazgranate stabljike je vlaknasto. Listovi zbijeni na vrhu, nasuprotni (?) ili naizmjenični, subsesilni. Čašičasti listići pri dnu spojeni. Prašnika 4, didinamska; niti spljoštene i spojene na dnu, umetnute blizu baze vjenčića; prašnice bubrežaste, sve koherentne; staminod malen, filiforman. Nektarij prstenasti. Ovarij gornji, jajolik do stožast, bočno stisnut; stigma dvousna. Plod jajolika ili okruglasta, bočno stisnuta suha čahura.

## Vrste
1. Resia bracteata J.L.Clark & L.E.Skog
2. Resia ichthyoides Leeuwenb.
3. Resia nimbicola H.E.Moore
4. Resia umbratica Fern.Alonso